# Kraftwerk Vockerode
Das Kraftwerk Vockerode (auch Kraftwerk Elbe genannt) ist ein ehemaliges Braunkohle- und später auch Gasturbinen-Kraftwerk an der Elbe in Vockerode im Landkreis Wittenberg in Sachsen-Anhalt. Das 1937 errichtete Kraftwerk wurde 1994/98 stillgelegt.

## Geschichte
Vockerode war fast 60 Jahre lang Kraftwerksstandort. Die über Jahrzehnte prägenden vier großen Schornsteine des inzwischen stillgelegten Braunkohlekraftwerkes wurden im Jahr 2001 gesprengt.
Das erste Halbwerk des Braunkohlekraftwerkes (6 × 35 MW) wurde von 1937 bis 1940 errichtet. Ab 1943 wurde vom Kraftwerk Vockerode nach Berlin das erste HGÜ-Kabel verlegt, das aber aufgrund der Kriegsereignisse nie in Betrieb ging (Elbe-Projekt). Die für den Stromrichter errichtete Halle wurde nach der Demontage zu einem Werkstattgebäude umgebaut und steht noch heute. Nach dem Zweiten Weltkrieg wurden die Anlagen und Ausrüstungen des Kraftwerkes 1945 bis 1947 als Reparationsleistung an die Sowjetunion demontiert. Von 1953 bis 1959 wurde das Kraftwerk wieder aufgebaut und um ein zweites Halbwerk (12 × 32 MW) im Westen und mit Hochbunkern im Norden erweitert. Die sukzessive Wiederinbetriebnahme fand ab dem 10. Oktober 1954 mit dem ersten Probebetrieb nach Demontage und Erweiterung statt.
Bei Nebel streifte am 22. Juli 1960 ein Militärflugzeug der Nationalen Volksarmee vom Typ Iljuschin Il-14 einen der Schornsteine des Kraftwerks und stürzte ab. Die sechs Insassen sowie ein Arbeiter kamen ums Leben (siehe auch Flugunfall im Kraftwerk Vockerode).
Die Stadt Dessau wurde ab 1968 über eine 15 km lange Leitung mit Fernwärme versorgt. Im Jahr 1971 wurde südlich der heutigen Landesstraße 133 ein Gasturbinen-Kraftwerk als Spitzenlast-Kraftwerk (6 × 27 MW) errichtet. Von 1972 bis 1974 wurde eine 64 ha große Gewächshausanlage zum Anbau von Tomaten und Gurken gebaut. Die Wärmeversorgung erfolgte durch das Braunkohlekraftwerk. Der VEB Kraftwerk Elbe Vockerode als Betreiber der Kraftwerksanlage gehörte ab 1980 dem Kombinat Braunkohlekraftwerke an. Ab 1991 wurden die Gewächshausanlagen stillgelegt und 1997 abgerissen, die Stilllegung des Braunkohlekraftwerkes folgte 1994. Im Jahr 1998 war das Gasturbinenkraftwerk letztmals in Betrieb. 
Am 22. September 2001 wurden die vier 140 m hohen Schornsteine des Braunkohlekraftwerkes gesprengt. Im Jahr 2005 wurden die Öltanks des Gasturbinenkraftwerkes demontiert. Die verbliebenen beiden Schornsteine des Gaskraftwerkes wurden am 18. September 2013 gesprengt.
In den zwölf Kesseln des Kraftwerkes fanden im Sommer 1998 die Landesausstellung Mittendrin und im Sommer 1999 die Ausstellung „unter strom“ statt. Von 2006 bis 2009 nutzte der Tänzer und Choreograph Gregor Seyffert das Kraftwerk für seine Inszenierung von Marquis de Sade. Das Cross-Genre-Spektakel wurde mit einem Großaufgebot an Tänzern in Szene gesetzt, die Besucher bewegten sich treppauf, treppab auf einem rund 1,4 Kilometer langen Weg zwischen verschiedenen Spielorten in dem riesigen stillgelegten Kraftwerksgebäude.
Das Kraftwerk wurde 1996 durch das Land Sachsen-Anhalt zum Industriedenkmal erklärt. Im März 2006 strich das Landesamt für Denkmalpflege und Archäologie Sachsen-Anhalt das Kraftwerk von der Denkmalliste, ohne dass die Eigentümerin einen Antrag dafür gestellt hätte. Grund war die Sprengung der Schornsteine. Nach Informationen der Mitteldeutschen Zeitung spielte bei der Entscheidung auch die Priorisierung des Dessau-Wörlitzer Gartenreichs eine Rolle. Ungeachtet des Verlusts des Denkmal-Status wird das Kraftwerk weiter als Denkmal angesehen. Das Industriedenkmal ist heute nur noch von außen zu besichtigen.
Das Kraftwerk Vockerode ist Teil der Erlebnisroute KOHLE | DAMPF | LICHT | SEEN. Die Route führt vorbei an verschiedenen Zeugnissen der Industriegeschichte und zeigt die Entwicklung vom mitteldeutschen Industrierevier zur Kultur- und Erholungslandschaft.

## Bildergalerie

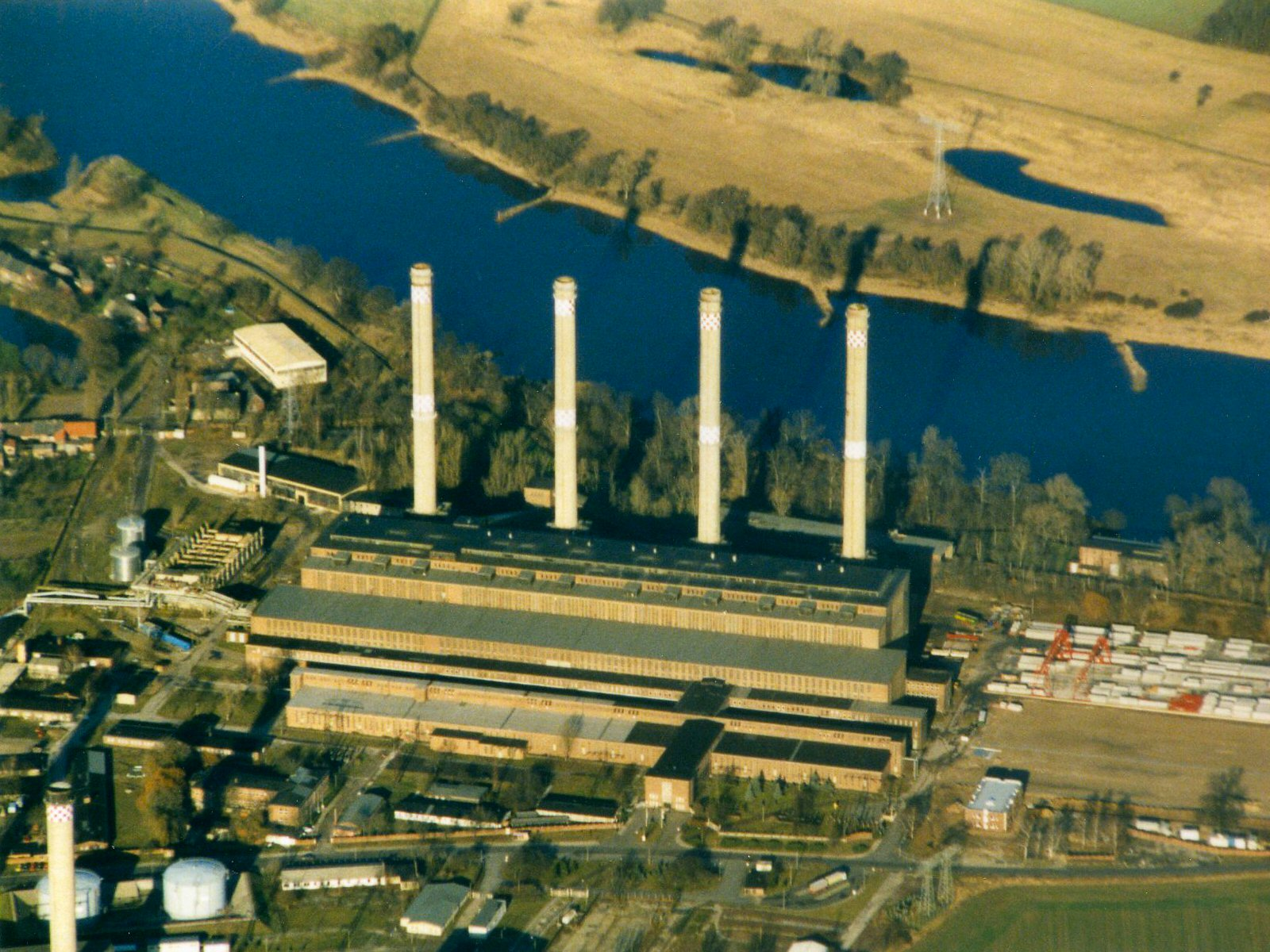
Luftbild 1998
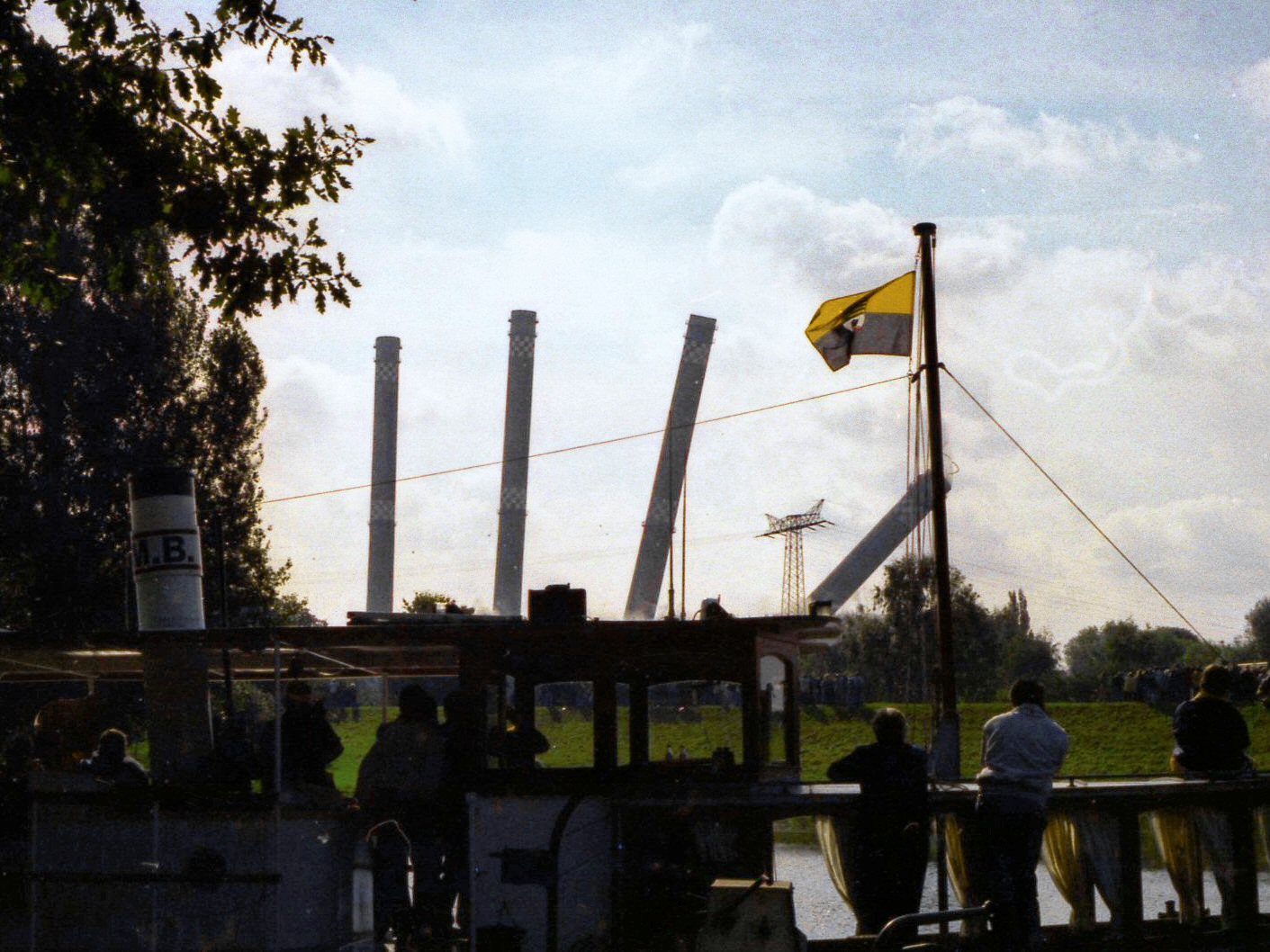
Sprengung der Schornsteine am 22. September 2001
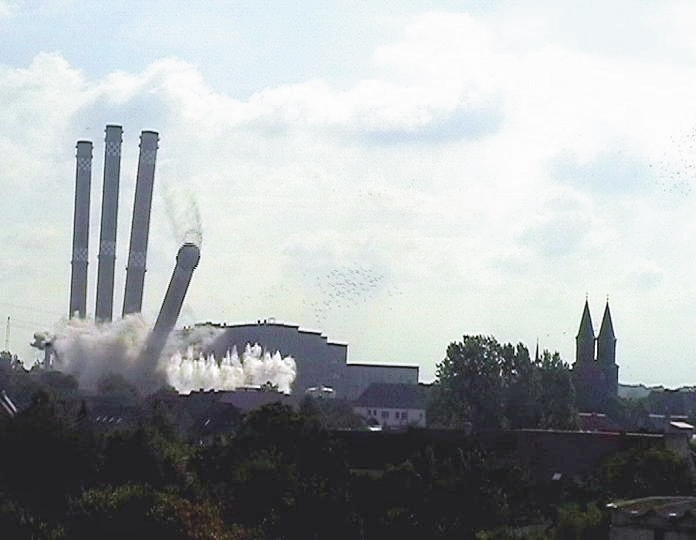
Sprengung der Schornsteine am 22. September 2001
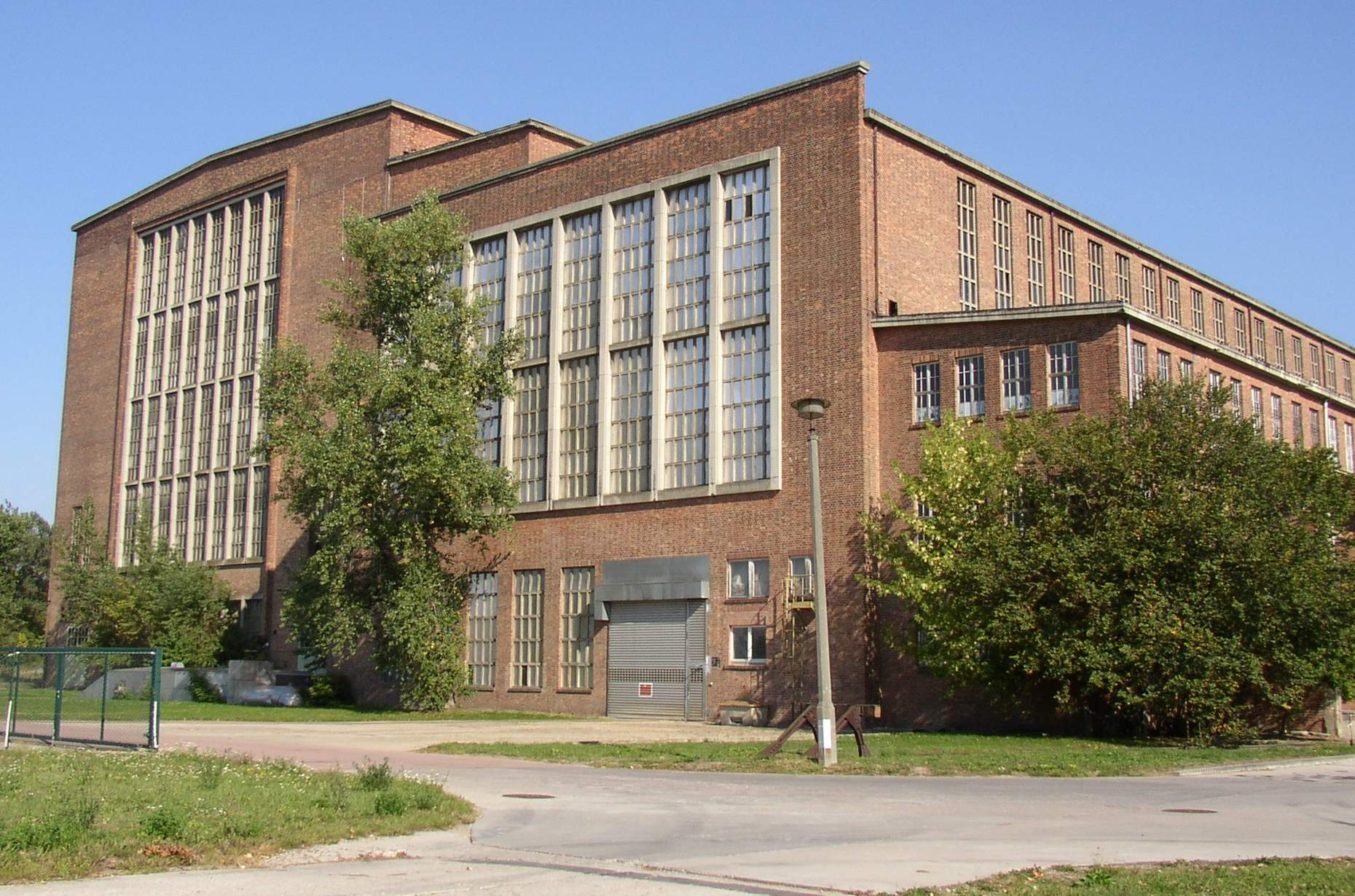
Braunkohlekraftwerk (westliche Seite)
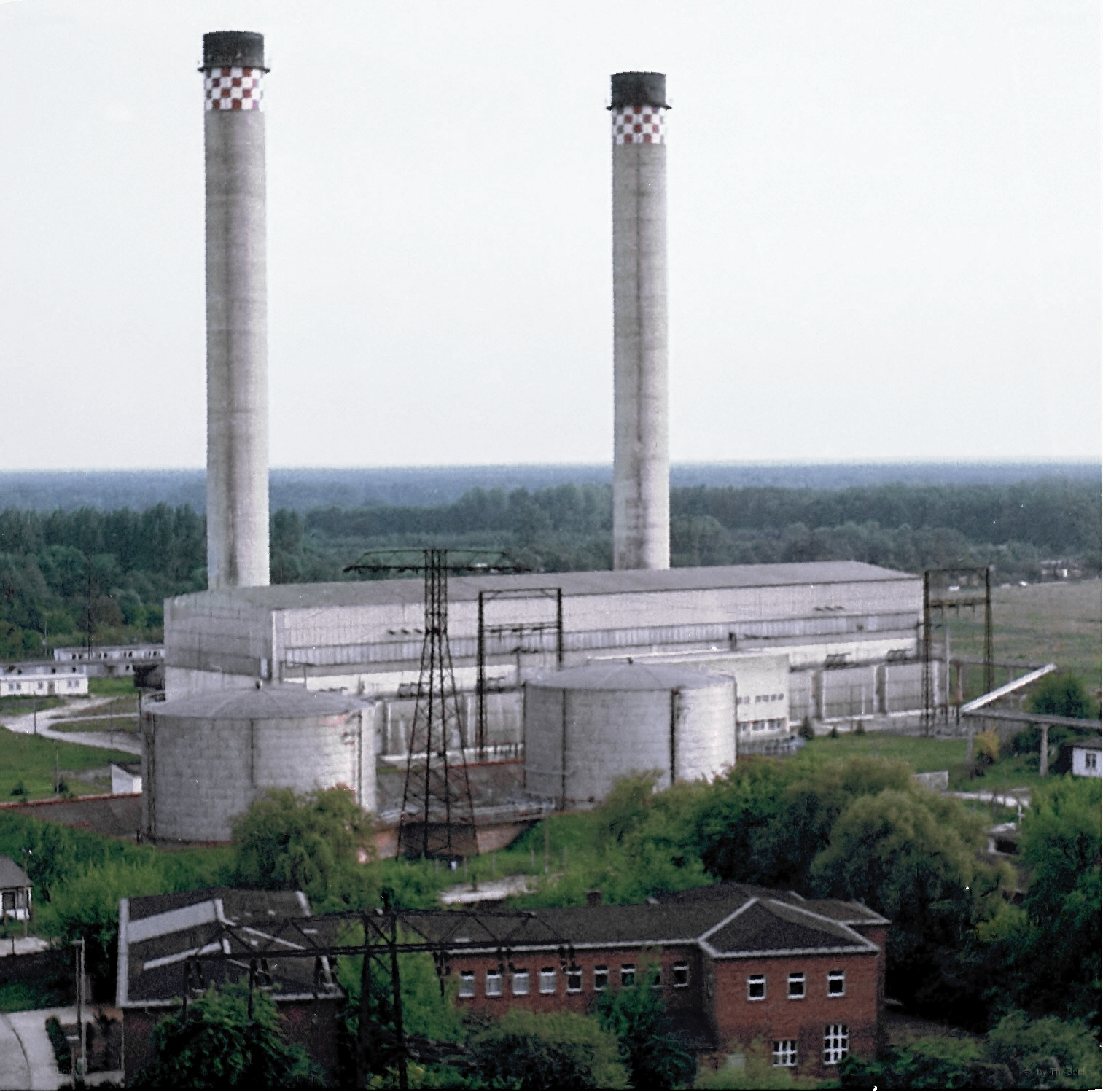
Gasturbinenkraftwerk
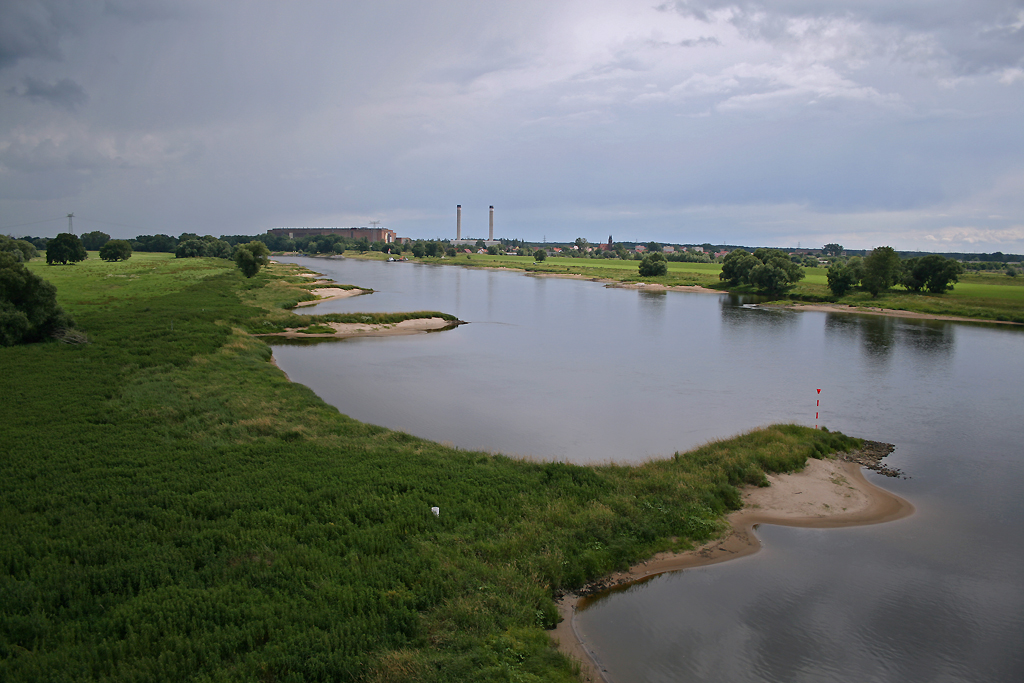
Ansicht über die Elbe
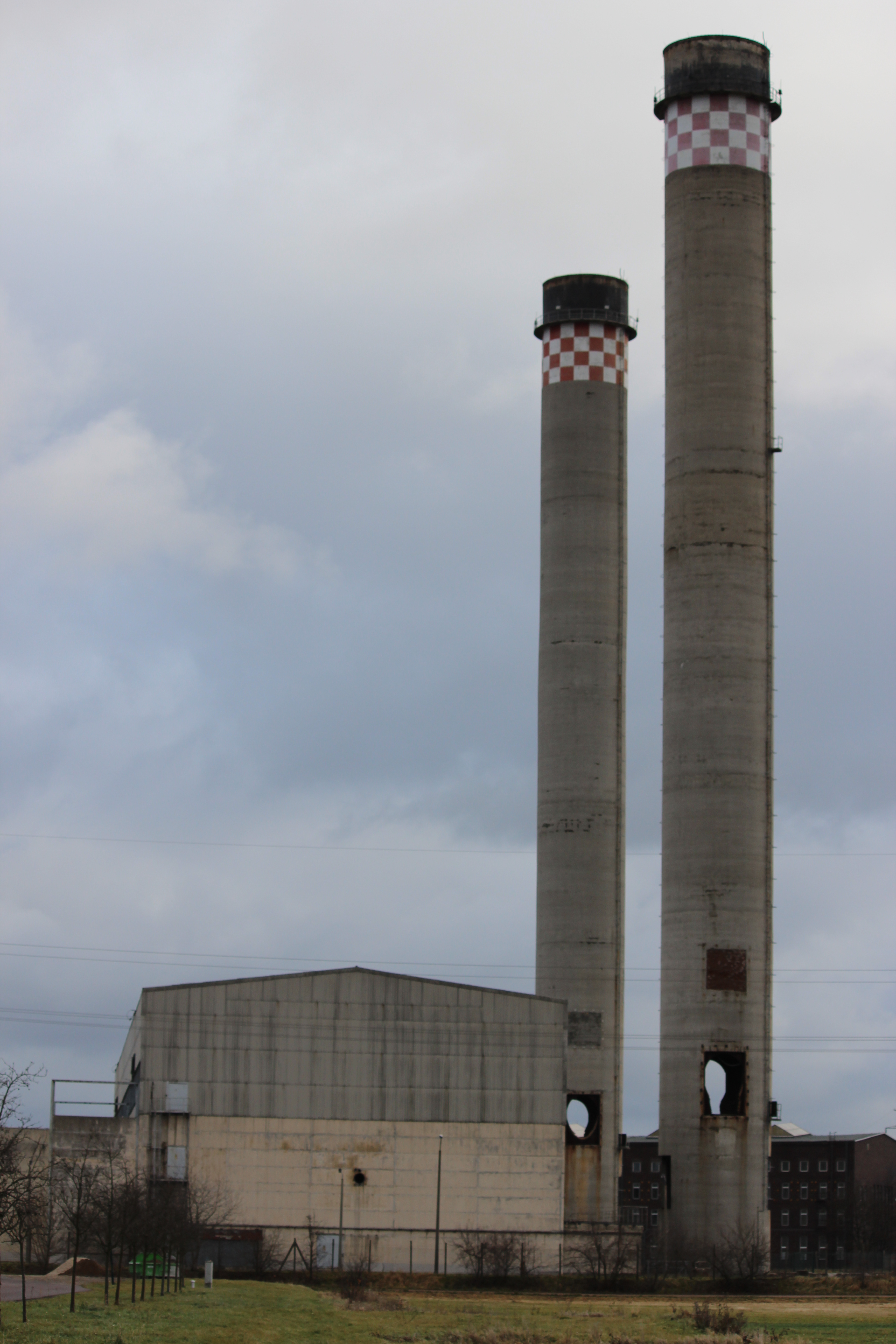
Ansicht des Gasturbinenkraftwerks Ende 2011 von der Stirnseite